# Chionoecetes
Chionoecetes là một chi cua trong họ cua Oregoniidae sống ở Bắc Thái Bình Dương và Đại Tây Dương. Các tên khác cho cua trong chi này bao gồm cua hoàng hậu (ở Canada) và cua nhện - chúng được biết đến với tên khác nhau ở các khu vực khác nhau trên thế giới. Tên gọi chung Chionoecetes có nghĩa là cua tuyết (χιών, chion) (οιχητης, oiketes) và Chionoecetes opilio là loài chính được gọi là cua tuyết.
Tên gọi cua tuyết đề cập đến viêc chúng thường được tìm thấy ở các đại dương lạnh phía Bắc. Cua tuyết được đánh bắt ở phía bắc như Bắc Băng Dương, từ Newfoundland đến Greenland và phía bắc Na Uy ở Đại Tây Dương và xuyên Thái Bình Dương, bao gồm Biển Nhật Bản, Biển Bering, Vịnh Alaska, Norton Sound và thậm chí ở phía nam California đối với loài Chionoecetes bairdi.

## Các loài
Có nhiều loài cua tồn tại được ghi nhận trong chi cua này gồm:
- Chionoecetes angulatus Rathbun, 1893
- Chionoecetes bairdi Rathbun, 1893
- Chionoecetes elongatus Rathbun, 1925
- Chionoecetes japonicus Rathbun, 1932
- Chionoecetes opilio (Fabricius, 1788)
- Chionoecetes pacificus Sakai, 1978
- Chionoecetes tanneri Rathbun, 1893